# Adersbach-Weckelsdorfer Felsenstadt

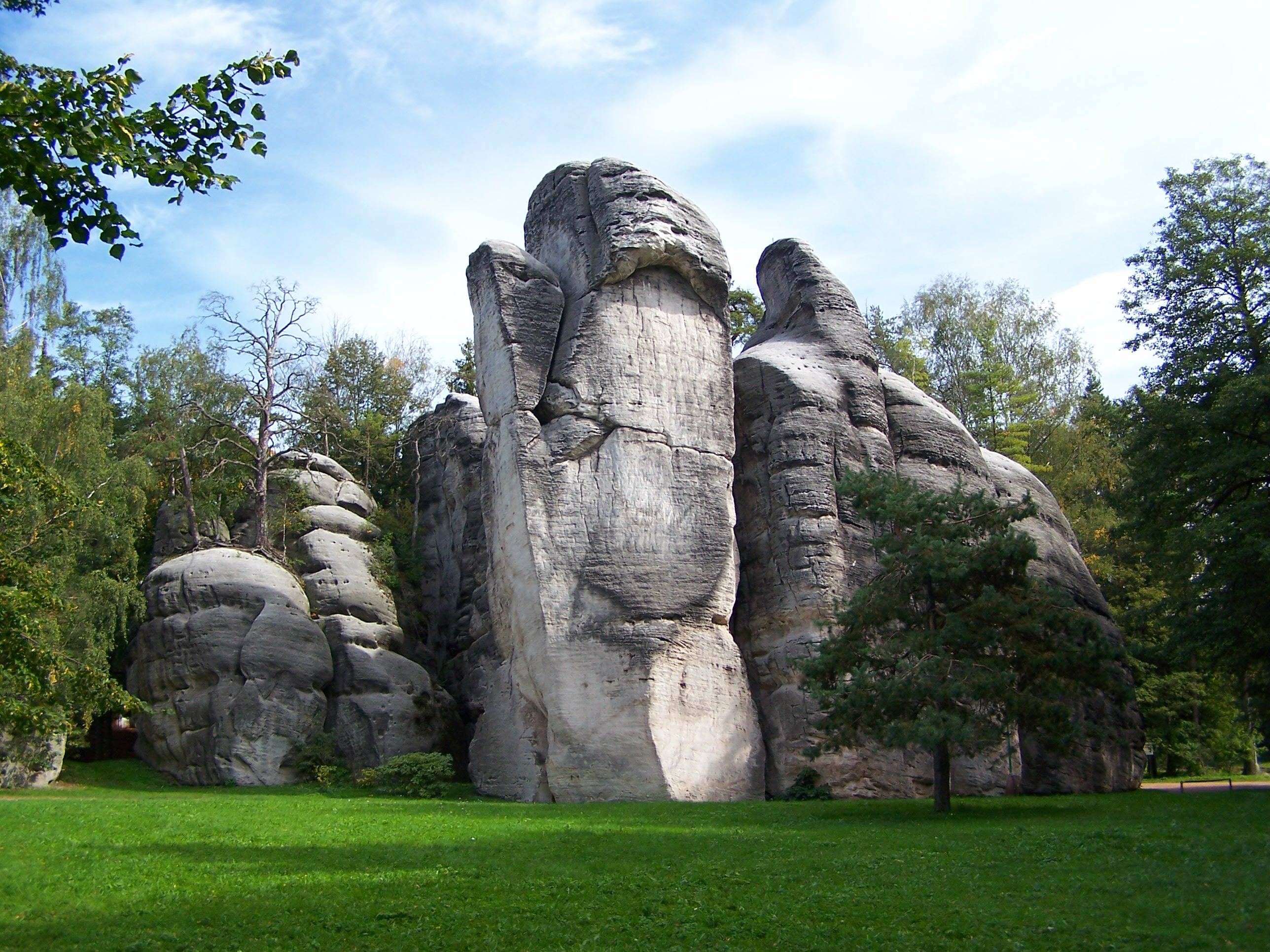
Adersbacher Felsengruppe

Die Adršpašsko-Teplické skály (deutsch Adersbach-Weckelsdorfer Felsen) ist eine Gruppierung von Sandsteinfelsen. Sie befindet sich bei Adršpach (Adersbach) und Teplice (Weckelsdorf) in einem Naturschutzgebiet im Braunauer Bergland (Broumovská vrchovina) in Tschechien, etwa 500 Meter über dem Meeresspiegel. Die von der Metuje durchflossene Johnsdorfer Wolfsschlucht (Janovická Vlčí rokle) trennt die Weckelsdorfer Felsenstadt von der kleineren Adersbacher Felsenstadt.
Das Gebiet der Felsenstadt umfasst eine Fläche von 17,7 Quadratkilometer. Es bildete sich im Verlauf der Kreidezeit eine einheitliche Sandsteinplatte, die auf älteren Sandsteinen, Konglomeraten und Tonsteinen aus permokarbonischer Zeit und Arkosen der Trias der Innersudetischen Senke (Vnitrosudetská pánev) aufliegt. Durch den erosiven Einfluss von Wasser, Sonne, Frost und Wind ist diese allmählich zergliedert worden und es formten sich auf diese Weise Klüfte und Schluchten aus, die bis zu 100 m tief sind. So entstanden auch viele Felsnadeln, Terrassen und Mulden mit steilen Wänden oder Höhlen. Der höchste Berg ist der Starozámecký vrch (Althausberg, 681 m n.m.). Die Metuje wird am unteren Ausgang der Johnsdorfer Wolfsschlucht im Adršpašské jezirko (Felsenteich) angestaut und stürzt dann über den Großen Adersbacher Wasserfall (Velký Adršpašský vodopád) 16 m tief in eine Klamm; unterhalb davon befindet sich der Kleine Adersbacher Wasserfall (Malý Adršpašský vodopád) mit einer Fallhöhe von vier Metern. Weitere Wasserfälle sind der vodopád Vlčí rokle am Rosnerův potok oberhalb des Felsenteiches, der Vlčí vodopád in der Ledová rokle und der Vodopád v Anenském údolí.

## Geschichte
Ende des 13. Jahrhunderts wurden hier zwei Burgen erbaut: Střmen und Adersbach, später die Burg und heutige Ruine Bischofstein (tschechisch Skály).
Viele Felsengebilde bekamen fantasievolle Namen, wie Spanische Wand, Großvaterstuhl, Henkelkrug, Zuckerhut, Bürgermeister, Liebespaar, Rübezahlorgel, Rübezahls Zahnstocher usw.  Die Bevölkerung traute sich nur in die Felsenstadt, wenn sie sich bedroht fühlte. Um 1700 kamen die ersten Naturliebhaber aus Schlesien in die Felsenstadt. Seitdem ist sie zugänglich. Im Jahr 1790 besuchte sie Goethe. 1824 brach in den Felsen ein mehrere Wochen dauernder Waldbrand aus, der den ganzen Waldbestand vernichtete. Anfang des 19. Jahrhunderts wurden erste Wege angelegt, um die Felsen besser zu erschließen. Seit 1933 steht die Felsenstadt unter Naturschutz.

## Klettern
Das Gebiet ist ein Klettergebiet. Aber erst in den zwanziger Jahren des zwanzigsten Jahrhunderts begann in diesem Gebiet das Klettern unter sportlichen Gesichtspunkten. Zum großen Teil handelte es sich um Erstbesteigungen durch deutsche Kletterer aus Dresden und Sachsen, die in der Sächsischen Schweiz bereits Erfahrung gesammelt hatten. Bis zum Beginn des Zweiten Weltkriegs waren in diesem Felsengebiet ca. 40 Gipfel bestiegen. Nach dem Krieg begann hier die goldene Zeit des Kletterns. Es folgten Erstbesteigungen von Hunderten von Türmen und das Durchsteigen immer schwierigerer Wege. Zu nennen wären hier die Haupterschließer des Gebietes Stanislaw Lukavsky und Petr Mocek und der Deutsche Herbert Richter. Zurzeit sind etwa 2.000 Türme und Massive bestiegen.
Die bekanntesten Felsformationen in Adršpach (Adersbach), sind das Liebespaar, Bürgermeister und Bürgermeisterin sowie die Felsenkrone in Teplice (Weckelsdorf). Der schwerste Gipfel (Schwierigkeit Xc sächsisch), der Zuckerhut (Homole cukru), wurde im Herbst 1996 erstmals sportlich einwandfrei bestiegen, obwohl er direkt am Hauptwanderweg liegt.
Für das Klettern gelten bis auf wenige Ausnahmen die Sächsischen Kletterregeln. Erschwerend zum Verzicht auf in anderen Gebieten gebräuchliche Sicherungsmittel kommt hinzu, dass Ringe (Sicherungshaken) noch seltener und im Gegensatz zu denen in der Sächsischen Schweiz teilweise in schlechtem Zustand sind.

## Vorab-Ticketkauf in der Hochsaison
In der Hochsaison hat die Anlage mehrere Tausend Besucher pro Tag. Um den Andrang auf den schmalen Wegen zu begrenzen, wird der Eintritt in das Adersbacher Felsenstadt-Gebiet über Online-Tickets auf Stunden-Slot-Basis reguliert. Besucher, die ihren Eintritt erst am Besuchstag lösen möchten, müssen mit längeren Wartezeiten rechnen. Ohne eine vorherige Online-Reservierung wird zudem die Zufahrt auf fast alle Parkplätze des Ortes Adersbach verweigert. Weiter westlich im Dorf existieren einige kleinere private Parkplätze, die ohne Vorabreservierung benutzt werden können.

## Die Adersbacher Felsenstadt als Filmkulisse
- Wesentliche Teile des 1982 gedrehten tschechischen Märchenflims Der dritte Prinz benutzten die Adersbacher Felsenstadt als Kulisse.
- Die polnische Death-Metal-Band Behemoth drehte ihr Musikvideo zum Song „Bartzabel“ in der Felsenstadt.